# Видбол
Видбол е река в Северозападна България, Видинска област, общини Макреш, Грамада и Видин, десен приток на река Дунав. Дължината ѝ е 61,8 km, която ѝ отрежда 60-о място сред реките на България.
Река Видбол извира на 300 m североизточно от връх Бабин нос (1103 m) в планината Бабин нос, на около 1000 m н.в. под името Джоновец. До село Раковица тече на североизток в планинска гориста долина, приема отляво притока си Давидова бара, а след това продължава в източна посока до гара Макреш. В този участък отдясно (от юг) в реката се вливат няколко по-големи реки, най-големи от които са Влаховичка река (Селската бара) и Толовишка река. След гара Макреш Видбол рязко завива на север, тече в дълбока каньоновидна долина и тук отляво в нея се вливат реките Вълчешки дол и Зеблешки дол. При село Синаговци завива на изток, навлиза във Видинската низина и на около 2 км източно от град Дунавци се влива отдясно в река Дунав на 781 km и на 29 m н.в.
Преди село Синаговци Видбол приема отляво най-големия си приток Милчинска река (Грамадска река), на която преди устието ѝ във Видбол е изграден язовир „Божурица“, в близост до който са хижа „Божурица“ и места за отдих и туризъм. Водите на язовира се използват за напояване и водоснабдяване.
Площта на водосборния басейн на Видбол е 330 km2, като на север граничи с водосборния басейн на Войнишка река, на юг и югоизток с басейна на река Арчар, а на запад, по билото на планината Бабин нос – малка граница с водосборния басейн на река Тимок.
Средният многогодишен отток при град Дунавци е 0,8 m3/s, като максимумът е през април-юни, а минимумът – през август-октомври. Реката се подхранва от дъждовете и подпочвените води и през лятото някои от участъците ѝ пресъхват.
Притоците на реката от вливането до извора са: Милчинска и Ясова бара, чрез язовир „Божурица“, Зебляшки дол, Вълчешки дол, Умни дол, Марков дол, Толовишка, Шишманов дол, Влаховичка, Давидова бара, Джоновец, Главишка бара, Зла бара.
По течението на реката са разположени шест села и един град: Община Макреш – селата Раковица, Цар Шишманово, Макреш и Вълчек; Община Грамада – село Срацимирово; Община Видин – село Синаговци и град Дунавци.
По долината на реката в средното и долното ѝ течение преминават участъци от два пътя от Републиканската пътна мрежа на България. В средното течение, между село Цар Шишманово и гара Макреш, на протежение от 14 km участък от Републикански път III-1403, а в най-долното течение, от разклона за хижа „Божурица“ до град Дунавци, на протежение от 6,1 km участък от Републикански път III-1413.
В древността реката е наричана Конибустица (Conibustica), а през средновековното название на реката е Бидиндол.

## Други
На Видбол е наречена улица в квартал „Хаджи Димитър“ в София (Карта).

## Топографска карта
- Лист от карта K-34-9. Мащаб: 1 : 100 000.
- Лист от карта K-34-10. Мащаб: 1 : 100 000.